# Liste des chapitres de D.Gray-man

Cet article présente la liste des volumes et des chapitres du manga D.Gray-man.
Les titres des chapitres et des tomes non parus en français sont là à titre indicatif et pourront changer lors de la publication francophone.

## Liste des volumes

### Tomes 1 à 10
| no | Japonais         | Japonais          | Français         | Français          |
| no | Date de sortie   | ISBN              | Date de sortie   | ISBN              |
| --- | ---------------- | ----------------- | ---------------- | ----------------- |
| 1 | 9 octobre 2004   | 4-08-873691-5     | 6 septembre 2006 | 978-2-7234-5584-8 |
| Titre du volume : Prologue Personnages en couverture : Allen Walker, Le Comte MillénaireListe des chapitres : - 1re nuit : Prologue (opening) - 2e nuit : Pleine lune (満月の夜, Mangetsu no yoru) - 3e nuit : Pentacle (ペンタクル, Pentakuru) - 4e nuit : Résolution et commencement (覚悟と始まり, Kakugo to hajimari) - 5e nuit : La Congrégation de l'Ombre (黒の教団, Kuro no kyōdan) - 6e nuit : La citadelle (入城, Nyūjō) - 7e nuit : Délibération, destination (判明と行く先, Hanmei to yukusaki) |                  |                   |                  |                   |
| 2 | 31 décembre 2004 | 4-08-873760-1     | 8 novembre 2006  | 978-2-7234-5585-5 |
| Titre du volume : Le vieil homme et l'aria d'une triste nuit Personnages en couverture : Yû KandaListe des chapitres : - 8e nuit : Début de la mission (任務開始, Ninmu Kaishi) - 9e nuit : Le vieil homme et l'aria d'une triste nuit (1) (土翁と空夜のアリア1, Tsuchi okina to kūya no aria (1)) - 10e nuit : Le vieil homme et l'aria d'une triste nuit (2) (土翁と空夜のアリア2, Tsuchi okina to kūya no aria (2)) - 11e nuit : Le vieil homme et l'aria d'une triste nuit (3) (土翁と空夜のアリア3, Tsuchi okina to kūya no aria (3)) - 12e nuit : Le vieil homme et l'aria d'une triste nuit (4) (土翁と空夜のアリア4, Tsuchi okina to kūya no aria (4)) - 13e nuit : Le vieil homme et l'aria d'une triste nuit (5) (土翁と空夜のアリア5, Tsuchi okina to kūya no aria (5)) - 14e nuit : Le vieil homme et l'aria d'une triste nuit (6) (土翁と空夜のアリア6, Tsuchi okina to kūya no aria (6)) - 15e nuit : Le vieil homme et l'aria d'une triste nuit (7) (土翁と空夜のアリア7, Tsuchi okina to kūya no aria (7)) - 16e nuit : Le vieil homme et l'aria d'une triste nuit (8) (土翁と空夜のアリア8, Tsuchi okina to kūya no aria (8))   |                  |                   |                  |                   |
| 3 | 9 mars 2005      | 4-08-873784-9     | 14 février 2007  | 978-2-7234-5750-7 |
| Titre du volume : Rewind City Personnages en couverture : Lenalee LeeListe des chapitres : - 17e nuit : La destruction de la Congrégation de l'Ombre (黒の教団壊滅事件, Kuro no kyōdan kaimetsu jiken) - 18e nuit : Rectificatif : la destruction de la Congrégation de l'Ombre n'a pas eu lieu (黒の教団壊滅事件改め黒の教団壊滅未遂事件, Kuro no kyōdan kaimetsu jiken aratame, kuro no kyōdan kaimetsu misui jikan) - 19e nuit : Rewind City (巻き戻しの街, Makimudoshi no machi) - 20e nuit : Bonne à rien... (役立たず, Yakutatazu) - 21e nuit : Contact (接触, Sesshoku) - 22e nuit : Être humain (人間, Ningen) - 23e nuit : Le diable (悪魔, Akuma) - 24e nuit : Miranda Lotto passe à l'action (ミランダ・ロットーの発動, Miranda Rottō no hatsudō) - 25e nuit : Lecture (再生, Saisei) - 26e nuit : La neige tombe en ville (街に雪が降り, Machi ni yuki ga furi) |                  |                   |                  |                   |
| 4 | 7 mai 2005       | 4-08-873810-1     | 4 avril 2007     | 978-2-7234-5751-4 |
| Titre du volume : Les maréchaux en danger Personnages en couverture : LaviListe des chapitres : - 27e nuit : Incertitude (不審, Fushin) - 28e nuit : Uniforme (団服, Danbuku) - 29e nuit : Les maréchaux en danger (元帥の危急, Gensui no kikyū) - 30e nuit : Porté disparu (行方不明, Yukuefumei) - 31e nuit : Le vampire du château isolé (1) - Le mystérieux messager (孤城の吸血鬼1―謎の使者, Kojō no kyūketsuki (1) - Nazo no shisha) - 32e nuit : Le vampire du château isolé (2) - Exorciste contre vampire (孤城の吸血鬼2―エクソシストVS吸血鬼, Kojō no kyūketsuki (2) - Ekusoshisuto VS Kyūketsuki) - 33e nuit : Le vampire du château isolé (3) - Le château des Krory (孤城の吸血鬼3―クロウリー城, Kojō no kyūketsuki (3) - Kurōrī jō) - 34e nuit : Le vampire du château isolé (4) - Honnis (孤城の吸血鬼4―嫌われ者, Kojō no kyūketsuki (4) - Kirawaremono) - 35e nuit : Le vampire du château isolé (5) - Eliade (孤城の吸血鬼5―エリアーデ, Kojō no kyūketsuki (5) - Eriāde) - 36e nuit : Le vampire du château isolé (6) - Le retour (孤城の吸血鬼6―帰還, Kojō no kyūketsuki (6) - Kikan)                                          |                  |                   |                  |                   |
| 5 | 9 juillet 2005   | 4-08-873832-2     | 20 juin 2007     | 978-2-7234-5752-1 |
| Titre du volume : Pressentiment Personnages en couverture : Road KamelotListe des chapitres : - 37e nuit : Le vampire du château isolé (7) - Union (孤城の吸血鬼7―合流―, Kojō no kyūketsuki (7) - Gōryū) - 38e nuit : Le vampire du château isolé (8) - De l'amour et des roses (孤城の吸血鬼8―愛、薔薇薔薇―, Gojō no kyūketsuki (8) - Ai, barabara) - 39e nuit : Le vampire du château isolé (9) - Amour (孤城の吸血鬼9―コイ―, Kojō no kyūketsuki (9) - Koi) - 40e nuit : Le vampire du château isolé (10) - Raisons (孤城の吸血鬼10―理由―, Kojō no kyūketsuki (10) - Riyū) - 41e nuit : Pressentiment (予覚, Yokaku) - 42e nuit : Trois hommes et un enfant (三人の男と一人の子供, Sannin no otoko to hitori no kodomo) - 43e nuit : Éclats de rire (呵呵大笑, Kakataishō) - 44e nuit : Chiffres, théorie (机上の数字, Kijō no sūji) - 45e nuit : Signe (sign) - 46e nuit : Cross Marian : décédé (クロス・マリアンの訃音, Kurosu Marian no fuin) |                  |                   |                  |                   |
| 6 | 4 octobre 2005   | 4-08-873865-9     | 22 août 2007     | 978-2-7234-5753-8 |
| Titre du volume : Suppression Personnages en couverture : Tyki MikkListe des chapitres : - 47e nuit : Objectif de l'assaut (来襲の目的, Raishū no mokuteki) - 48e nuit : Souvenirs ténébreux (常闇の記憶, Tokoyami no kiaku) - 49e nuit : Péché (罪, Tsumi) - 50e nuit : La voix d'un ami (仲間の声, Nakama no koe) - 51e nuit : Brebis égarée (Lost Sheep) - 52e nuit : Le commencement de la dernière nuit (終わりの夜のはじまり, Owari no yoru no hajimari) - 53e nuit : Les dernières paroles de Suman Dark (スーマン・ダーク最期の言葉, Sūman Dāku saigo no kotoba) - 54e nuit : Cœur déchiré (Rend Allen's heart) - 55e nuit : Suppression (削除, Derīto) - 56e nuit : Cauchemar (悪夢, Naitomea) |                  |                   |                  |                   |
| 7 | 26 décembre 2005 | 4-08-873888-8     | 7 novembre 2007  | 978-2-7234-5820-7 |
| Titre du volume : Le Destructeur du Temps Personnages en couverture : Komui LeeListe des chapitres : - 57e nuit : Carrefour (crossroads) - 58e nuit : Le Destructeur du Temps (時の破壊者, Toki no hakaisha) - 59e nuit : Palpitations blanches (白の鼓動, Shiro no kodō) - 60e nuit : La voie du serment (誓いの道, Chikai no michi) - 61e nuit : Bras gauche (左腕, Hidariude) - 62e nuit : Stratégie (作戦, Sakusen) - 63e nuit : Ciel menaçant (暗雲の空, An'un no sora) - 64e nuit : Niveau 3 (レベル３, Reberu 3) - 65e nuit : « Titre... » (「題名・・・」, « Taitoru... ») - 66e nuit : Venus de la mer et des nuages (海と雲から, Umi to kumo kara) |                  |                   |                  |                   |
| 8 | 4 juillet 2006   | 4-08-874029-7     | 9 janvier 2008   | 978-2-7234-6166-5 |
| Titre du volume : Message Personnages en couverture : Bak, FōListe des chapitres : - 67e nuit : Mystère (不明現象, Fumei genshō) - 68e nuit : Abysses (沈む黒, Shizumu kuro) - 69e nuit : Réflexions sur la fin des temps (世界が滅ぶということ, Sekai ga horobu to iu koto) - 70e nuit : Contre-attaque (反撃, Hangeki) - 71e nuit : Le prix de la destruction (破壊の代価, Hakai no daika) - 72e nuit : Disparus en mer (そして海から消えて, Soshite umi kara kiete) - 73e nuit : Neige pourpre (Crimson snow) - 74e nuit : Le passage disparu (船斑ぎ少女戻らず, Fune modorogi shōjo modorazu) - 75e nuit : Message (メッセージ, Messēji) - 76e nuit : L'espérance des condamnés (亡失解除, Rosuto kaijo) |                  |                   |                  |                   |
| 9 | 2 novembre 2006  | 4-08-874293-1     | 27 février 2008  | 978-2-7234-6167-2 |
| Titre du volume : Notre espoir Personnages en couverture : Les membres de la Congrégation de l'OmbreListe des chapitres : - 77e nuit : Un sanctuaire pour le mal (メア・パラダイス, Mea paradaisu) - 78e nuit : Le message du juge (メッセージ フロム ジャッチ, Messēji furomu Jacchi) - 79e nuit : Batailles du Japon et de Chine (対戦・江戸＋中国, Taisen, Edo + Chūgoku) - 80e nuit : Perplexité (困惑の白, Konwaku no shiro) - 81e nuit : Notre espoir (僕らの希望, Bokura no kibō) - 82e nuit : Et Allen marcha (そしてアレンは歩いていった, Soshite Aren wa aruite itta) - 83e nuit : Chemin de ronces (道と道 その間は棘, Michi to michi, sono aida wa ibara) - 84e nuit : Auprès de toi (キミと共に, Kimi to tomo ni) - 85e nuit : Théâtre amoureux (その劇中でアイを演じる, Sono gekichū de ai o enjiru) - 86e nuit : Le temps du sommeil (そして眠りにつく頃に, Soshite nemuri ni tsuku koro ni) |                  |                   |                  |                   |
| 10 | 2 février 2007   | 978-4-08-874318-9 | 7 mai 2008       | 978-2-7234-6168-9 |
| Titre du volume : La mémoire du clan Noé Personnages en couverture : Miranda Lotto, Yû Kanda, Skin Borik, Allen Walker, Timcanpy, Lenalee Lee, Skin Borik humainListe des chapitres : - 87e nuit : L'unité Tiedoll entre en scène (ティエドール、エントリー, Tiedōru, entorī) - 88e nuit : Le rire du démon ! ((悪役は笑い出す, Akuyaku wa waraidasu) - 89e nuit : Tragicomédie (トラジコメディ, Torajikomedi) - 90e nuit : Le glas n'a pas encore sonné (閉幕ベルはまだ鳴らない, Heimaku beru wa mada naranai) - 91e nuit : Une clé et quatre portes (鍵と４つの扉, Kagi to yottsu no tobira) - 92e nuit : La chambre de Skin Borik (スキン・ボリック・ルーム, Sukin Borikku rūmu) - 93e nuit : La mémoire du clan Noé (1re partie) (ノアズ・メモリー・１, Noazu memorī ichi) - 94e nuit : La mémoire du clan Noé (2e partie) (ノアズ・メモリー・２, Noazu memorī ni) - 95e nuit : La mémoire du clan Noé (3e partie) (ノアズ・メモリー・３, Noazu memorī san) - 96e nuit : La mémoire du clan Noé (4e partie) (ノアズ・メモリー・４, Noazu memorī yon) - 97e nuit : La mémoire du clan Noé (5e partie) (ノアズ・メモリー・５, Noazu memorī go) |                  |                   |                  |                   |

### Tomes 11 à 20
| no | Japonais         | Japonais          | Français          | Français          |
| no | Date de sortie   | ISBN              | Date de sortie    | ISBN              |
| --- | ---------------- | ----------------- | ----------------- | ----------------- |
| 11 | 2 mai 2007       | 978-4-08-874341-7 | 3 juillet 2008    | 978-2-7234-6440-6 |
| Titre du volume : Rouge Estrade Personnages en couverture : David, JasderoListe des chapitres : - 98e nuit : La chambre des jumeaux (ツインズ･ルーム, Tsuinzu rūmu) - 99e nuit : Surendettement (借金クライシス, Shakkin kuraishisu) - 100e nuit : Perdu la clé ?! (Lost the Key?!) - 101e nuit : Jasdero et David (ジャスデロとデビット, Jasudero to Debitto) - 102e nuit : Jeu de vilains (Bad Game) - 103e nuit : Au mépris des règles (An Unruly Child) - 104e nuit : Une question de foi (信じるという僕らの強さ, Shinjiru to iu bokura no tsuyosa) - 105e nuit : Rouge Estrade (ルージュの舞台, Rūju no butai) - 106e nuit : Secousse écarlate (Crimson Shake) - 107e nuit : Ce que l'on transmet au cercueil (棺に伝うは・・・, Hitsugi ni tsutau wa...) |                  |                   |                   |                   |
| 12 | 9 octobre 2007   | 978-4-08-873691-4 | 10 septembre 2008 | 978-2-7234-6453-6 |
| Titre du volume : Poker Personnages en couverture : Arystar Krory, EliadeListe des chapitres : - 108e nuit : Bloody Krory (ブラッディ・クロウリー, Buraddi Kurōrī) - 109e nuit : Rouge : tomber de rideau (瞼を閉じ幕引きの赤, Mabuta o toji makuhiki no aku) - 110e nuit : Le banquet des brebis (羊の晩餐会, Hitsuji no bansankai) - 111e nuit : Rhaspodie des ténèbres (闇色ラプソディー, Yami-iro rapusodī) - 112e nuit : Poker (Poker) - 113e nuit : La brebis de la destruction (破壊的シープ, Hakaiteki shīpu) - 114e nuit : Cerises éclatées (亀裂チェリー, Kiretsu cherī) - 115e nuit : Les faibles (ヨワキ ヒト, Yowaki hito) - 116e nuit : L'apparition du transfiguré (臨界者出現, Rinkaisha shutsugen) - 117e nuit : Force et bonté (優しさと強さと, Yasashisa to tsuyosa to) - 118e nuit : Démon (魔-a devil, Ma-a devil-) |                  |                   |                   |                   |
| 13 | 4 décembre 2007  | 978-4-08-874435-3 | 5 novembre 2008   | 978-2-7234-6614-1 |
| Titre du volume : Un chant dans les ténèbres Personnages en couverture : Lavi, Les membres de la Congrégation de l'OmbreListe des chapitres : - 119e nuit : « La » + « Vi » (「ラ」+「ビ」, « Ra » + « Bi ») - 120e nuit : « Com » + « pa » + « gnons » (「ナ」+「カ」+「マ」, « Na » + « Ka » + « Ma ») - 121e nuit : « Moi » (「オレ」, « Ore ») - 122e nuit : Égaux (Egal) - 123e nuit : Un chant dans les ténèbres (闇の吟, Yami no Koe) - 124e nuit : Noir carnaval (ブラックカーニバル, Burakku kānibaru) - 125e nuit : Destruction (崩壊, Hōkai) - 126e nuit : À vos côtés ! (傍に, Soba ni) - 127e nuit : L'apparition (出現, Shutsugen) - 128e nuit : TWO (TWO) |                  |                   |                   |                   |
| 14 | 4 mars 2008      | 978-4-08-874486-5 | 10 février 2009   | 978-2-7234-6799-5 |
| Titre du volume : Quand ils reviendront Personnages en couverture : Cross Marian, MariaListe des chapitres : - 129e nuit : Noir et blanc, 0 degré centigrade (黒白0℃, Kokubyaku 0-do) - 130e nuit : Pupilles de haine (憎悪の瞳, Zōo no hitomi) - 131e nuit : L'ombre de l'interprète (奏者の影, Sōsha no kage) - 132e nuit : Interprète ?! (奏者!!?, Sōsha!!?) - 132e nuit : Quand ils reviendront (みんなが帰ってきたら, Minna ga kaettekitara) - 134e nuit : La destination de l'arche (方舟の行方, Hakobune no yukue) - 135e nuit : Repos tumultueux (安息時々曇り, Ansoku tokidoki kumor) - 136e nuit : Moutons et chiens (羊と犬, Hitsuji to inu) - 137e nuit : Le clown et l'orphelin (捨て子とピエロ, Sutego to Piero) - 138e nuit : Les aiguilles du Temps (だが進む刻の針, Daga susumu toki no hari) |                  |                   |                   |                   |
| 15 | 4 juin 2008      | 978-4-08-874528-2 | 8 avril 2009      | 978-2-7234-6800-8 |
| Titre du volume : L'ennemi entre les murs ! Personnages en couverture : Froi Tiedoll, Yû Kanda, Chaoji Han, Noise MarieListe des chapitres : - 139e nuit : L'ennemi entre les murs ! (本部襲撃, Honbu shūgeki) - 140e nuit : Derrière la porte (扉の向こう, Tobira no mukō) - 141e nuit : Allié (味方, Mikata) - 142e nuit : Amène-toi ! (Come On Now) - 143e nuit : Coup d’œil (シセン, Shisen) - 144e nuit : Étoile noire, étoile rouge (ブラックスター・レッドスター, Burakku sutā, reddo sutā) - 145e nuit : Darkness 4 (ターク水ス4, Dākunesu 4) - 146e nuit : L'enfant des ténèbres (ダークチャイルド, Dāku chairudo) - 147e nuit : L'arme du massacre (さつりくへいき, Satsuriku heiki) - 148e nuit : Appel (ヨビゴエ, Yobigoe) - 149e nuit : Ce jour, cette fille (あの日, 少女は, Ano hi, shōjo wa) |                  |                   |                   |                   |
| 16 | 4 septembre 2008 | 978-4-08-874566-4 | 1er juillet 2009  | 978-2-7234-7118-3 |
| Titre du volume : next stage Personnages en couverture : Komui Lee, Reever Wenham, Jony Gill, Tap TopListe des chapitres : - 150e nuit : Sang et chaînes (血と鎖, Chi to kusari) - 151e nuit : Toi que j'exècre tant (だいきらいなかみさまへ, Daikirai na kami-sama e) - 152e nuit : Faisons-nous une promesse (そして約束のコトバを交わしましょう, Soshite yakusoku no kotoba o kawashimashō) - 153e nuit : Rouge résolution (アカノカクゴ, Aka no kakugo) - 154e nuit : Mouvements sur la ligne de front (戦線ヘンドウ, Sensen hendō) - 155e nuit : Résonance dans un long matin (長い朝に響く, Nagai asa ni hibiku) - 156e nuit : next stage (Nekkusto jenereishun) - 157e nuit : Recitativo (レチタティーヴォ, Rechitatīvo) - 158e nuit : Fleur du mal (悪の花, Aku no Hana) - 159e nuit : 2 heures de l'après-midi, déménagement tempête (嵐の引っ越し 午前2時, Arashi no hikkoshi, gozen niji) - 160e nuit : La destruction de la Congrégation de l'Ombre, bis repetita (黒の教団壊滅事件再び, Kuro no kyōdan kaimetsu jiken futatabi) |                  |                   |                   |                   |
| 17 | 4 décembre 2008  | 978-4-08-874605-0 | 9 septembre 2009  | 978-2-7234-7119-0 |
| Titre du volume : Identité Personnages en couverture : Howard Link, Malcolm Leverrier, Membres du CrowListe des chapitres : - 161e nuit : La destruction de la Congrégation de l'Ombre, again (黒の教団壊滅事件アゲイン, Kuro no kyōdan kaimetsu jiken agein) - 162e nuit : La destruction de la Congrégation de l'Ombre, le retour (黒の教団壊滅事件リターンズ, Kuro no kyōdan kaimetsu jiken ritōnzu) - 163e nuit : La destruction de la Congrégation de l'Ombre, séries (黒の教団壊滅事件シリアス, Kuro no kyōdan kaimetsu jiken shiriasu) - 164e nuit : La Congrégation de l'Ombre sera vraiment détruite (黒の教団ホントに壊滅, Kuro no kyōdan honto ni kaimetsu) - 165e nuit : Pluie (雨, Ame) - 166e nuit : Identité (正体, Shōtai) - 167e nuit : Suggestion (アンジ, Anji) - 168e nuit : Séparations (ワカレミチ, Wakare-michi) - 169e nuit : Et le silence fut (There Was a Silence) - 170e nuit : Dix jours plus tard... (十日後・・・, Tōka go...) - 171e nuit : Ce qui se trame (ウラオモテ, Uraomote)                           |                  |                   |                   |                   |
| 18 | 4 juin 2009      | 978-4-08-874642-5 | 3 février 2010    | 978-2-7234-7463-4 |
| Titre du volume : Lonely Boy Personnages en couverture : Timothy Hearst, TsukikamiListe des chapitres : - 172e nuit : Le billet de visite de G (Gからの予告状, G kara no yokokujō) - 173e nuit : Voleur excentrique ? Fantôme ? Innocence ? (コソドロ?ゴースト?イノセンス?, Kosodoro? Gōsuto? Inosensu?) - 174e nuit : L'inspecteur possédé (乗っ取られた監査官, Nottorareta kansakan) - 175e nuit : Petit brigand (ドロボーのコドモ, Dorobō no kodomo) - 176e nuit : Bataille au cœur d'un trou noir (結界の戦い, Hekiji no tatakai) - 177e nuit : Lonely Boy (ロンリーボーイ, Ronrī boī) - 178e nuit : Pardonnez-moi (ごめんなさい, Gomen nasai) - 179e nuit : Timothy Innocence (ティモシーイノセンス, Timoshī Inosensu) - 180e nuit : Tsukikami, Niveau 2 (憑神れべる《弐》, Tsukikami reberu ni) - 181e nuit : Plumage écarlate (緋粧ナテハテナ, Hishō Natehatena) |                  |                   |                   |                   |
| 19 | 4 décembre 2009  | 978-4-08-874675-3 | 19 mai 2010       | 978-2-7234-7464-1 |
| Titre du volume : Le sang de la Guerre Sainte Personnages en couverture : Allen Walker, Road Kamelot, Tyki MikkListe des chapitres : - 182e nuit : Darkness Touch (ターク水スタッチ, Dākunesu tacchi) - 183e nuit : Il suffit de se laver le visage (顔を洗えばだいじょうぶ, Gan woseneba daijōbu) - 184e nuit : Neogypse (ネオギプス, Neogipusu) - 185e nuit : Fruit de l'amour et de la haine (憎愛から生まるる, Zō ai kara uma ruru) - 186e nuit : Illusion (幻, Maboroshi) - 187e nuit : Party and Party (パーティーとパーティー, Pātī to pātī) - 188e nuit : Le sang de la Guerre Sainte (聖戦ブラッド, Seisen Buraddo) |                  |                   |                   |                   |
| 20 | 4 juin 2010      | 978-4-08-874764-4 | 29 juin 2011      | 978-2-7234-7465-8 |
| Titre du volume : La voix de Judas Personnages en couverture : Allen Walker, Yû KandaListe des chapitres : - 189e nuit : La voix de Judas (ユダの呼, Yuda no Koe) - 190e nuit : Le jardin qui ne donne pas de fruits (徒花の庭, Adabana no Niwa) - 191e nuit : L'amour comme souvenir (アイの記憶, Ai no Kioku) - 192e nuit : Révélations sur les apôtres (暴かれた使途, Abaka re ta Shito) - 193e nuit : Friend (フレンド, Furendo) |                  |                   |                   |                   |

### Tomes 21 à aujourd'hui
| no | Japonais          | Japonais          | Français         | Français          |
| no | Date de sortie    | ISBN              | Date de sortie   | ISBN              |
| --- | ----------------- | ----------------- | ---------------- | ----------------- |
| 21 | 3 décembre 2010   | 978-4-08-870133-2 | 7 septembre 2011 | 978-2-7234-8265-3 |
| Titre du volume : Little Goodbye Personnages en couverture : Allen WalkerListe des chapitres : - 194e nuit : Le réveil d'Alma Karma (アルマ＝カルマ覚醒, Aruma Karuma Kakusei) - 195e nuit : Répercussions (波紋, Hamon) - 196e nuit : Vas-y !! (行け！！, Ike!!) - 197e nuit : Chacun adopte l'autre (擦れ、違いて, Sure, Chigaite) - 198e nuit : Vérités infructueuses (徒花 の 真実, Adabana no Shinjitsu?) - 199e nuit : Little Goodbye (リトル グッバイ, Ritoru Gubai) |                   |                   |                  |                   |
| 22 | 3 juin 2011       | 978-4-08-870240-7 | 4 juillet 2012   | 978-2-7234-8763-4 |
| Titre du volume : Fate Personnages en couverture : Lenalee LeeListe des chapitres : - 200e nuit : Graine de destruction (破滅の種子, Hametsu no Shushi) - 201e nuit : Pêcheur désespéré (絶望の罪人, Zetsubō no Zainin) - 202e nuit : Un monde qui change (変わる世界, Kawaru Sekai) - 203e nuit : Fate - réalité (フェイト -現-, Feito - Itsutsu -) - 204e nuit : Prémonition d'une séparation (別れの予感, Wakare no Yokan) - 205e nuit : My Home (マイホーム, Mai Hōmu) |                   |                   |                  |                   |
| 23 | 4 avril 2012      | 978-4-08-870392-3 | 3 juillet 2013   | 978-2-7234-8764-1 |
| Titre du volume : Des hommes en marche Personnages en couverture : Yû Kanda et Jony GillListe des chapitres : - 206e nuit : Les yeux de Maria (マリアの視線, Maria no Shisen) - 207e nuit : Des hommes en marche (歩みだすもの, Ayumi dasu mono) - 208e nuit : Nous vivons nos vies dans le doute (迷い生きる僕らは, Mayoi Ikiru Bokura wa) - 209e nuit : À la recherche d'Allen Walker - Compagnons de voyage (A.W.をたずねて・同行者, Aren Wōkā wo Tazunete ・ Dōkōsha) - 210e nuit : À la recherche d'Allen Walker - La raison (A.W.をたずねて・理由, Aren Wōkā wo Tazunete ・ Riyū) - 211e nuit : À la recherche d'Allen Walker - Réunion (A.W.をたずねて・再会, Aren Wōkā wo Tazunete ・ Saikai) - 212e nuit : À la recherche d'Allen Walker - Appel de nuit (A.W.をたずねて・君を呼ぶ, Aren Wōkā wo Tazunete ・ Kimi wo yobu) - Extra - À la recherche d'Allen Walker (A.W.をたずねて, Aren Wōkā wo Tazunete) |                   |                   |                  |                   |
| 24 | 1er novembre 2013 | 978-4-08-870539-2 | 2 juillet 2014   | 978-2-344-00286-5 |
| Titre du volume : À tes côtés Personnages en couverture : Howard Link et ApocryphosListe des chapitres : - 213e nuit : À la recherche d'Allen Walker - Celui qui se cache (A.W.をたずねて・秘める者, Aren Wōkā wo Tazunete ・ Himeru Mono) - 214e nuit : À la recherche d'Allen Walker - Le réveil (A.W.をたずねて・目覚め, Aren Wōkā wo Tazunete ・ Mezame) - 215e nuit : À la recherche d'Allen Walker - À tes côtés (A.W.をたずねて・キミの傍に, Aren Wōkā wo Tazunete ・ Kimi no hata ni) - 216e nuit : À la recherche d'Allen Walker - Le raid (A.W.をたずねて・襲撃, Aren Wōkā wo Tazunete ・ Shūrai) - 217e nuit : À la recherche d'Allen Walker - Le siège vide (A.W.をたずねて・One seat empty, Aren Wōkā wo Tazunete ・ Wan shīto enputī) - 218e nuit : À la recherche d'Allen Walker - "D" (A.W.をたずねて・「D」, Aren Wōkā wo Tazunete ・ "Dī") |                   |                   |                  |                   |
| 25 | 3 juin 2016       | 978-4-08-880635-8 | 1er février 2017 | 978-2-344-01987-0 |
| Titre du volume : Il a oublié l'amour Personnages en couverture : Mana et NeahListe des chapitres : - 219e nuit : À la recherche d'Allen Walker - Il a oublié l'amour (A.W.をたずねて・彼は愛を忘れている, Aren Wōkā wo Tazunete ・ Kare wa ai o wasurete iru) - 220e nuit : À la recherche d'Allen Walker - Celui qui a fermé les yeux dans le cœur du tourbillon (A.W.をたずねて・彼は渦の中でいっそう目を瞑る, Aren Wōkā wo Tazunete ・ Kare wa uzu no naka de issōme o tsumuru) - 221e nuit : À la recherche d'Allen Walker - La blague du clown (A.W.をたずねて・道化の戯れ言, Aren Wōkā wo Tazunete ・ Dōke no Zaregoto) - 222e nuit : À la recherche d'Allen Walker - Hypokrisis (A.W.をたずねて・Hypokrisis, Aren Wōkā wo Tazunete ・ Hipokuraishisu) |                   |                   |                  |                   |
| 26 | 4 février 2019    | 978-4-08-881712-5 | 2 octobre 2019   | 978-2-344-03836-9 |
| Titre du volume : Secrets et restes Personnages en couverture : Cross Marian et Allen WalkerListe des chapitres : - 223e nuit : À la recherche d'Allen Walker - Vers moi (A.W.をたずねて・To my way, Aren Wōkā wo Tazunete ・ Tou mai wei) - 224e nuit : À la recherche d'Allen Walker - Appel (1) (A.W.をたずねて・CALL1, Aren Wōkā wo Tazunete ・ Kōru (1)) - 225e nuit : À la recherche d'Allen Walker - Appel (2) (A.W.をたずねて・CALL2, Aren Wōkā wo Tazunete ・ Kōru (2)) - 226e nuit : À la recherche d'Allen Walker - Live man + Dead man (A.W.をたずねて・Live man + Dead man, Aren Wōkā wo Tazunete ・ Raibu Man + Deddo man) - 227e nuit : Adieu Allen Walker - Secrets et restes (A.W.に別れを告ばる・秘密と亡骸, Aren Wōkā Ni wakare o Tsuge baru・ Himitsu to Nakigara) - 228e nuit : Adieu Allen Walker - Poison et guide (A.W.に別れを告ばる・毒と標, Aren Wōkā Ni wakare o Tsuge baru・ Doku to Shirube) - 229e nuit : Adieu Allen Walker - Obscuration et confident (A.W.に別れを告ばる・掩蔽と腹心, Aren Wōkā Ni wakare o Tsuge baru・ Enpei to Fukushin) - 230e nuit : Adieu Allen Walker - Lumière et larmes (A.W.に別れを告ばる・灯と涙痕, Aren Wōkā Ni wakare o Tsuge baru・ Tomoshibi to Ruikon) |                   |                   |                  |                   |
| 27 | 4 août 2020       | 978-4-088-82389-8 | 2 juin 2021      | 978-2-344-04704-0 |
| Titre du volume : "Bras rouge" et Pierrot le clown Personnages en couverture : Road KamelotListe des chapitres : - 231e nuit : Adieu Allen Walker - Prologue (A.W.に別れを告ばる・序幕, Aren Wōkā Ni wakare o Tsuge baru・ Jomaku) - 232e nuit : Adieu Allen Walker - "Bras rouge" (A.W.に別れを告げる・赤腕とピエロ, A.W. (Aren Wōkā) ni Wakare o Tsugeru ・ Akaude to Piero) - 233e nuit : Adieu Allen Walker - The way of the three (A.W.に別れを告げる・The way of the three, A.W. (Aren Wōkā) ni Wakare o Tsugeru ・ The Way of the Three) - 234e nuit : Adieu Allen Walker - Surveillants (A.W.に別れを告げる・監視者, A. W (Aren Wōkā) ni Wakare o Tsugeru ・ Kanshi-sha) - 235e nuit : Adieu Allen Walker - "Bras rouge" et le chien (A.W.に別れを告げる・赤腕と犬, A. W (Aren Wōkā) ni Wakare o Tsugeru ・ Akaude to Inu) - 236e nuit : Adieu Allen Walker - "Bras rouge" et Pierrot le clown (A.W.に別れを告げる・赤腕とピエロ, A. W (Aren Wōkā) ni Wakare o Tsugeru ・ Akaude to Piero) |                   |                   |                  |                   |
| 28 | 4 octobre 2022    | 978-4-088-83268-5 | 23 août 2023     | 978-2-344-05888-6 |
| Liste des chapitres : - 237e nuit : A.W（アレン・ウォーカー）に別れを告げる・赤腕とマナ① (A.W. (Aren Wōkā) ni wakare o tsugeru ・ Akaude to Mana ①) - 238e nuit : A.Wに別れを告げる・赤腕とマナ2 (A.W. (Aren Wōkā) ni wakare o tsugeru ・ Akaude to Mana (2)) - 239e nuit : A.Wに別れを告げる・赤腕とマナ3 (A.W. (Aren Wōkā) ni wakare o tsugeru ・ Akaude to Mana (3)) - 240e nuit : A.Wに別れを告げる・赤腕とマナ4 (A.W. (Aren Wōkā) ni wakare o tsugeru ・ Akaude to Mana (4)) - 241e nuit : A.Wに別れを告げる・赤腕とマナ5 (A.W. (Aren Wōkā) ni wakare o tsugeru ・ Akaude to Mana (5)) - 242e nuit : A.Wに別れを告げる・赤腕とマナ6 (A.W. (Aren Wōkā) ni wakare o tsugeru ・ Akaude to Mana (6)) - 243e nuit : A.Wに別れを告げる・赤腕とマナ7 (A.W. (Aren Wōkā) ni wakare o tsugeru ・ Akaude to Mana (7)) - 244e nuit : A.Wに別れを告げる・赤腕とマナ8 (A.W. (Aren Wōkā) ni wakare o tsugeru ・ Akaude to Mana (8)) - 245e nuit : A.Wに別れを告げる・赤腕とマナ9 (A.W. (Aren Wōkā) ni wakare o tsugeru ・ Akaude to Mana (9)) |                   |                   |                  |                   |
| 29 | 4 juillet 2025    | 978-4-08-884330-8 | -                |                   |
| Liste des chapitres : - 246e nuit : A.W（ｱﾚﾝ･ｳｫｰｶｰ）に別れを告げる・アレンとマナ (A.W. (Aren Wōkā) ni wakare o tsugeru ・ Aren to Mana) - 247e nuit : A.W（ｱﾚﾝ･ｳｫｰｶｰ）に別れを告げる・思惑と道 (A.W. (Aren Wōkā) ni wakare o tsugeru ・ omowaku to michi) - 248e nuit : A.W（ｱﾚﾝ･ｳｫｰｶｰ）に別れを告げる・接触 (A.W. (Aren Wōkā) ni wakare o tsugeru ・ sesshoku) - 249e nuit : A.W（ｱﾚﾝ･ｳｫｰｶｰ）に別れを告げる (A.W. (Aren Wōkā) ni wakare o tsugeru) - 250e nuit : 終わらぬ呪い (Owaranu noroi) - 251e nuit : ズーグル古書店 (Zūguru kosho-ten) - 252e nuit : もうひとりのBOOKMAN Jr. (Mō hitori no BOOKMAN Jr.) - 253e nuit : 運命ならばいつかまた会える・前編 (Unmei naraba itsuka mata aeru・Zen-pen) - 253.3e : 白銀の記憶 (Hakugin no kioku) |                   |                   |                  |                   |

### Shueisha BOOKS
1. 1 2  Tome 1
2. 1 2  Tome 2
3. 1 2  Tome 3
4. 1 2  Tome 4
5. 1 2  Tome 5
6. 1 2  Tome 6
7. 1 2  Tome 7
8. 1 2  Tome 8
9. 1 2  Tome 9
10. 1 2  Tome 10
11. 1 2  Tome 11
12. 1 2  Tome 12
13. 1 2  Tome 13
14. 1 2  Tome 14
15. 1 2  Tome 15
16. 1 2  Tome 16
17. 1 2  Tome 17
18. 1 2  Tome 18
19. 1 2  Tome 19
20. 1 2  Tome 20
21. 1 2  Tome 21
22. 1 2  Tome 22
23. 1 2  Tome 23
24. 1 2  Tome 24
25. 1 2  Tome 25
26. 1 2  Tome 26
27. 1 2  Tome 27
28. 1 2  Tome 28
29. 1 2  Tome 29

### Glénat Manga
1. 1 2  Tome 1
2. 1 2  Tome 2
3. 1 2  Tome 3
4. 1 2  Tome 4
5. 1 2  Tome 5
6. 1 2  Tome 6
7. 1 2  Tome 7
8. 1 2  Tome 8
9. 1 2  Tome 9
10. 1 2  Tome 10
11. 1 2  Tome 11
12. 1 2  Tome 12
13. 1 2  Tome 13
14. 1 2  Tome 14
15. 1 2  Tome 15
16. 1 2  Tome 16
17. 1 2  Tome 17
18. 1 2  Tome 18
19. 1 2  Tome 19
20. 1 2  Tome 20
21. 1 2  Tome 21
22. 1 2  Tome 22
23. 1 2  Tome 23
24. 1 2  Tome 24
25. 1 2  Tome 25
26. 1 2  Tome 26
27. 1 2  Tome 27
28. 1 2  Tome 28